# Ecco il mondo
Ecco il mondo è un'aria tratta dall'atto secondo dell'opera  Mefistofele di Arrigo Boito, su libretto del medesimo. 
Il testo riprende i versi intonati dal Gatto Mammone nel dramma di Goethe.
Il primo basso a cantarla è stato François-Marcel Junca. Altri grandi bassi sono stati Édouard de Reszke, Fyodor Chaliapin, Adamo Didur e Samuel Ramey.

## Il testo
I
Ecco il mondo - vuoto e tondo 

S'alza, scende - balza, splende 

Fa carole - intorno al sole, 

Trema, rugge - dà e disturgge . 

Ora sterile, or fecondo 

Ecco il mondo.
II
Sul suo grosso - antico dosso 

V'è una schiatta - e sozza e matta, 

Fiera, vile - ria sottile. 

Che ad ogni ora - si divora 

Dalla cima sino al fondo 

Nel reo mondo.
III
Fola vana - è a lei Satàna 

Riso e scherno - è a lei l'inferno 

Scherno e riso - il Paradiso 

Oh per Dio! - Che or rido anch'io 

Nel pensar ciò che le ascondo...

Ecco il mondo.»

## Nell'opera
Siamo nella seconda scena del secondo atto dell'opera, dove Mefistofele mostra a Faust la notte del sabba classico. Gli stregoni e le streghe danzano intorno a lui. Mefistofele si lamenta, perché, essendo loro re, non ha una corona e uno scettro. Streghe e stregoni danzano e glieli portano. Allora Mefistofele dice:
Son del mio regno fiero. 

Ma voglio il mondo intero 

Nel pugno mio serrar.»
Gli stregoni, dopo l'ennesima danza, gli portano un globo di vetro. Mefistofele allora si alza e canta questa canzone. Quando canta l'ultima strofa, infrange il globo di vetro per terra, suscitando una gioia selvaggia dentro gli stregoni, che sorgono ancora e ricominciano la ridda.